# Käru (gemeente)
Käru (Estisch: Käru vald) was een gemeente in de Estlandse provincie Raplamaa. De gemeente telde 600 inwoners op 1 januari 2017 en had een oppervlakte van 214,9 km². De hoofdplaats Käru was de enige plaats in de gemeente met de status van alevik (vlek). Daarnaast waren er acht dorpen.
In oktober 2017 werd Käru bij de gemeente Türi gevoegd. Daarmee verhuisde het grondgebied van de gemeente van de provincie Raplamaa naar de provincie Järvamaa.

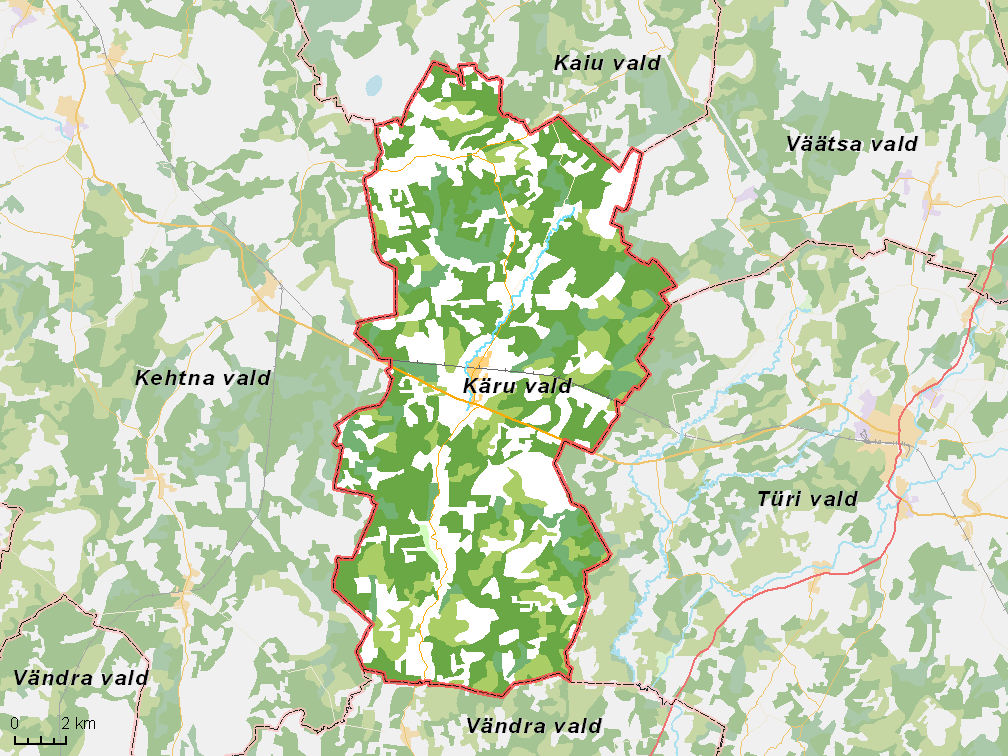
De gemeente met omliggende gemeenten, situatie begin 2017